# Grechetto
Le  Grechetto  est un pseudo-cépage blanc de la variété  Vitis vinifera  cultivé en Italie méridionale et particulièrement en Ombrie, il regroupe en effet différents cépages aux caractéristiques ampélographiques très différentes mais auxquels on prête à tous une origine grecque.

## Origines
Le nom  grechetto  désigne un des cépages blancs italiens d'origine grecque ( grechetto, en français : « petit grec ») ou du bassin méditerranéen oriental.

## Cépages
Des comparaisons ADN ont révélé la parenté de certains des cépages appelés Grechetto, notamment le Grechetto di Todi (Pignoletto) et le Grechetto di Orvieto qui ont un lien de parenté direct.

## Localisation
Les zones de production du  Grechetto  sont répandues dans diverses localités de la province de Pérouse, Terni, dans le Latium, en Ombrie ainsi que partiellement dans les Marches, dans la province de Sienne ainsi que celle de Viterbo.

## Production
Le raisin du  grechetto  est utilisé dans la production de vins blancs de l'Italie méridionale et en particulier  dans l'élaboration de l'Orvieto blanc sec DOC ainsi que les vins blancs de Torgiano, Montepulciano, Assise, Colli del Trasimeno, Colli Amereni, Montefalco.

## Synonymes
Le Grechetto est aussi connu sous d'autres appellations : Greghetto, Grechetto di Todi, Greco Spoletino, Stroppa Volpe et Greco Bianco di Perugia.